# Riksgränsen

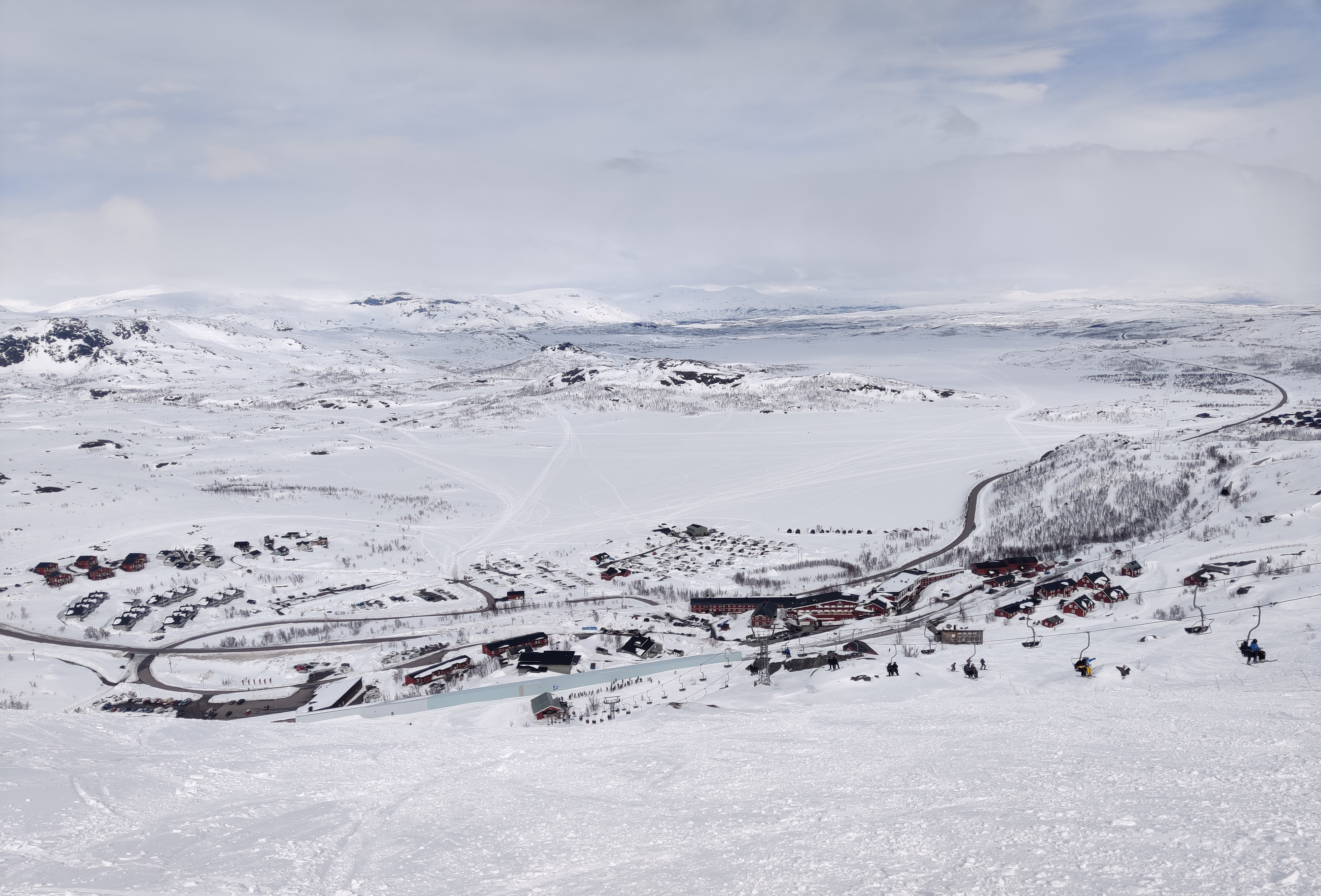
Riksgränsen, maj 2020

Riksgränsen är en by och vintersportort i nordvästra delen av Kiruna kommun, Torne lappmark. Orten var fram till 1995 klassad som en småort.
Byn är belägen på den svenska sidan av riksgränsen till Norge (därav namnets ursprung), cirka 140 km från Kiruna tätort. Riksgränsen ligger ovanför sjön Vassijaure och har också en hållplats på Malmbanan. Orten har förbindelse med allmänna vägnätet genom Europaväg 10. Gabna och Talma samebyar omger orten. Hotel Riksgränsen är den största arbetsgivaren.

## Vintersportort
Riksgränsen är Sveriges nordligaste vintersportort med sex liftar och femton pistade nedfarter, men är kanske mest känt för offpist-åkning. Det är också landets nederbördsrikaste plats och får stora mängder snö. Liftarna hålls öppna från februari fram till midsommar. Den pistade skidåkningen sker på Riksgränsfjället som är 909 meter över havet, men fjället erbjuder även flera offpist-nedfarter bredvid och mellan de preparerade pisterna. Det populäraste fjället för offpiståkning är Nordalsfjäll (Gátterčohkka) med sina 1051 meter över havet (vars topp ligger i Norge). Riksgränsen har en lång tradition av utförsåkning och turåkning. Sedan Skidfrämjandet (nuvarande Friluftsfrämjandet) 1928 invigde sin turiststation Lapplandia har skidåkning skett i organiserad form uppe i Riksgränsen. Därför bär många nedfarter namn från personer som genom åren satt sin prägel på skidåkningen på fjället. Några exempel är:
- Apelsinklyftan. En blå pist som fått sitt passande namn eftersom den löper genom en klyfta, ravin, och var ett populärt ställe ända sedan 1930-talet att sitta och sola och äta medhavda apelsiner på.
- BH-löpan. En blå pist uppkallad efter skidläraren Bengt-Herman Nilsson, som var Carl XVI Gustafs adjutant och chefstränare för italienska längdlandslaget under 14 år.
- Blåbärsbacken (från början Blåbärsbackarna). En blå pist i mer än ett avseende. Sommartid växer där mycket blåbär och vintertid är den väl lämpad för nybörjare, och dessutom är den just klassad som en lätt nedfart.
- Branten. En svart offpist som helt enkelt fått sitt namn just för att den är väldigt brant.
- Doktorns knäled. En svart offpist som fått sitt namn från läkaren Nils Svanborg.
- Gränsleden. Två röda pister som korsar gränsen till Norge.
- Gränsängarna (från början Ängarna). En röd offpist som går över de platta ängarna som ligger väster om Gränsleden.
- Hamres (från början Hamres nerfart). En svart offpist. Efter att övre sittliften byggts 1968 blev Björnfjell lättillgängligare och andra nedfarter började utforskas. Skidlärare och turledare Lars ”Lasse” Hamre åkte under hela 1970-talet ännu längre västerut och lät gästerna komma ner på norska sidan bakom Björnfjell.
- Kalles surfled. Nedfart uppkallad efter sportchef Kalle Green.
- Keps (från början KEPs Ski-Trade). En röd offpist som har fått sitt namn från skidläraren och ”köpmannen” Karl Erik Persson från Arbrå som arbetade i Riksgränsen under 1960- och 70-talet.
- Klumpen. Nedanför ängarna finns "klumpen" där man kan ta sig ett kul offpiståk. Dock inte för nybörjare.
- Lingonstigen. En röd pist på baksidan som fick sitt namn som en analogi med Blåbärsbacken. Där växer dock inga lingon, eftersom det kräver tallskog, och träd är en bristvara i Riksgränsen.
- Nuttis böj. En röd offpist döpt efter pistmaskinförare Bengt Nutti.
- Rimfors (från början Rimfors led). En svart offpist som är döpt efter den legendariske skidläraren Olle Rimfors som bland annat var sportchef i Riksgränsen 1950–66.
- Sheriffen (från början Sheriffstupet). Uppkallad efter polisen Bertil Gidlund från Kiruna. Han tyckte om att ta med sig turister i släptåg som inte kände till stupet, med följd att de antingen föll handlöst eller blev stående kvar på krönet.
- Skimastern. En svart pist uppkallad efter ett mycket populärt skidmärke på 1950-talet, L. A. Jonssons Skidfabriks Skimaster av hickory.
- Skrattvallen. En röd offpist. Förr frekventerades Skrattvallen flitigt av skidskolan och snödrivan gav upphov till många tokiga fall och skratt.
- Snobben (från början Snobbrännan). En röd pist som på grund av att den går under liften medför att folk åker där för att ”visa upp sig”.
- Tullhussvängen. En svart offpist som fått sitt namn från att man därifrån ser den gamla norska tullstationen.
- Uffes vägg. En svart offpist som fått sitt namn efter Lapplandias legendariske skidlärare under 1960-talet, Ulf ”Mr Ski” Edborg. Han brukade ta sina elever dit för att öva hoppsvängar.
- Vargtassen. En röd pist som fått sitt namn från drinken vargtass bestående av lingondricka och vodka. Drinken var inne på Lapplandia under 1970-talet och förknippas främst med Klasse Möllberg och Magnus Granhed, skidlärare och underhållare i Riksgränsen under samma epok.

Varje år i maj hålls Scandinavian Big Mountain Championships och de nordiska mästerskapen i extremskidåking på Nordalsfjället. NM har anordnats årligen sedan 1992 och sägs vara världens äldsta tävling i extremskidåkning.

## Skidliftarna
Första skidliften i Riksgränsen, en så kallad korglift invigdes 16 juni 1952. Korgliften, eller ”kabinlinbanan”, som den då kallades, var en av världens första och underlättade möjligheterna till alpin skidsport på Riksgränsfjället ända in i juli månad, genom lättare tillgång till det snösäkra högfjällsområdet. Korgliften var i drift till och med säsongen 1974, varpå skidgästerna den säsongen hade två valmöjligheter att ta sig halvvägs upp för Riksgränsfjället. Redan vintern 1938-39 påbörjades ett första projekt för en skidlift i Riksgränsen, men blockterrängen och behovet av att även kunna transportera upp gäster under barmarkssäsongen gjorde att valet, efter flera olika dragningsförslag, landade på en korglift med trafikkapacitet på 210 personer/timme.
- Korgliften, längd 550 m, fallhöjd 210 m, korglift i drift 1952–1974
- Övre stolliften, längd 600 m, fallhöjd 165 m, fast stollift i drift sedan 1968
- Nedre stolliften, längd 770 m, fallhöjd 265 m, fast stollift i drift sedan 1974
- Nordalsliften, längd 1 350 m, fallhöjd 300 m, teleskoplift i drift sedan 1982
- Katterjåkksliften, längd 1 100 m, fallhöjd 156 m, teleskoplift i drift sedan 1982
- Solliften, längd 520 m, fallhöjd 90 m, knapplift i drift sedan 1984
- Vinkelliften, längd 870 m, fallhöjd 200 m, ankarlift i drift sedan 1984